# Kleinothraupis reyi
A Kleinothraupis reyi a madarak osztályának verébalakúak (Passeriformes) rendjébe és a tangarafélék (Thraupidae) családjába tartozó faj.

## Rendszerezése
A fajt Hans von Berlepsch német ornitológus írta le 1885-ben, a Chlorospingus nembe Chlorospingus reyi néven. Egyes szervezetek Hemispingus nembe sorolják Hemispingus reyi néven.

## Előfordulása
Venezuela északnyugati részén, az Andokban honos. Természetes élőhelyei a szubtrópusi és trópusi hegyi esőerdők. Állandó, nem vonuló faj.

## Megjelenése
Testhossza 14 centiméter.

## Természetvédelmi helyzete
Az elterjedési területe kicsi, és még csökken is, egyedszáma is csökken. A Természetvédelmi Világszövetség Vörös listáján mérsékelten fenyegetett fajként szerepel.